# Ian Khama
Trung tướng Seretse Khama Ian Khama (hay Ian a Sêrêtsê; sinh ngày 27 tháng 2 năm 1953) là Tổng thống của Botswana và đồng thời là Tù trưởng tối cao của bộ lạc Bamangwato. Ông là con trai cả của Sir Seretse Khama, vị lãnh đạo độc lập tối cao của quốc gia này, là Tổng thống của Botswana từ năm 1966 đến năm 1980, và mẹ là bà Ruth Williams Khama.
Khama đã giữ chức Tư lệnh lực lượng vũ trang Botswana, đã tuyên bố vào ngày 16 tháng 12 năm 1997 rằng ông sẽ từ chức tư lệnh vào ngày 31 tháng 3 năm 1998. Do ngày này trùng với ngày mà vị tổng thống đương quyền lúc đó sẽ về hưu theo kế hoạch, tuyên bố của ông đã làm dấy lên suy đoán chính trị về Khama. Ngày 1 tháng 4 năm 1998, khi Phó tổng thống Festus Mogae thay Masire làm Tổng thống, Khama được bổ nhiệm là Phó tổng thống mới. Tuy nhiên Khama không phải là dân biểu Quốc hội nên không thể đảm nhận chức vụ này ngay lập tức được. Đầu năm 1998, ông đã giành được chiến thắng áp đảo trong cuộc bầu cử phụ ở Bắc Serowe, đạt được 2.986 phiếu so với 86 phiếu bầu của ứng cử viên của Mặt trận Dân tộc Botswana đối lập. Ngày 13 tháng 7, ông đã làm đại biểu quốc hội và đã nhậm chức Phó tổng thống.
Vào tháng 4 năm 2022, Ian Khama được công lý của đất nước triệu tập. Cựu nguyên thủ quốc gia bị buộc tội tàng trữ bất hợp pháp súng. Vụ việc có từ năm 2016. 